# Быковский, Константин Михайлович
Константин Михайлович Быко́вский (3 (15) апреля 1841, Москва — 3 (16) октября 1906, там же) — русский архитектор, сторонник эклектики, весомая фигура среди московских зодчих пореформенной эпохи, реставратор, педагог и общественный деятель; младший сын архитектора Михаила Быковского. Академик (с 1881), профессор (с 1892) и действительный член (с 1893; по новому уставу) Императорской Академии художеств, действительный статский советник (1896). Главный архитектор Московского университета, автор крупнейшего градостроительного проекта Москвы 1890-х годов — университетского клинического городка на Девичьем поле.

## Биография
Сын архитектора М. Д. Быковского; мать, Эмилия Львовна, дочь итальянского музыканта Л. А. Минелли, преподававшего в Москве, и сестра архитектора К. Л. Минелли, умерла через три дня после рождения Константина. Воспитывался отцом, который после смерти любимой жены так и не вступил в новый брак, и тёткой по линии матери. Получил домашнее образование — изучал французский, немецкий и итальянский языки, играл на рояле и скрипке. Отец с детства приобщал Константина к рисованию и прививал любовь к архитектуре, брал с собой на занятия в Московское училище живописи, ваяния и зодчества, где он тогда преподавал и где учился старший брат будущего архитектора Николай. В 1858 году вместе с отцом 17-летний Константин отправился в путешествие по городам Италии, Австрии, Франции и Германии, которое они в основном посвятили осмотру памятников древней архитектуры и музеев. По словам самого К. М. Быковского, «этому путешествию, которое осталось в памяти чудным видением, я обязан тем, что установилось намерение и желание заняться архитектурою».
По возвращении из заграничной поездки весной 1859 года Константин Быковский поступил в живописный класс Московского училища живописи, ваяния и зодчества, однако уже осенью того же года отправился в Санкт-Петербург и поступил в Императорскую Академию художеств. В 1859—1865 обучался в Императорской Академии художеств по классу архитектуры Н. Л. Бенуа. В 1866 году получил звание классного художника архитектуры 2-й степени. С 19 января 1867 года — архитектор Техническо-строительного комитета Министерства внутренних дел. В 1868 году вернулся в Москву, работал помощником М. Д. Быковского на постройке церкви Знамения в Ховрине (Фестивальная улица, 27). В 1870—1881 годах и позднее, в 1899—1906 годах, преподавал в Московском училище живописи, ваяния и зодчества, в Строгановском училище технического рисования, служил преподавателем в Училище изящных искусств А. О. Гунста. Параллельно преподавательской работе в 1874—1877 годах служил участковым архитектором. В 1881 году был удостоен звания академика архитектуры. В том же году стал архитектором страхового общества «Россия».

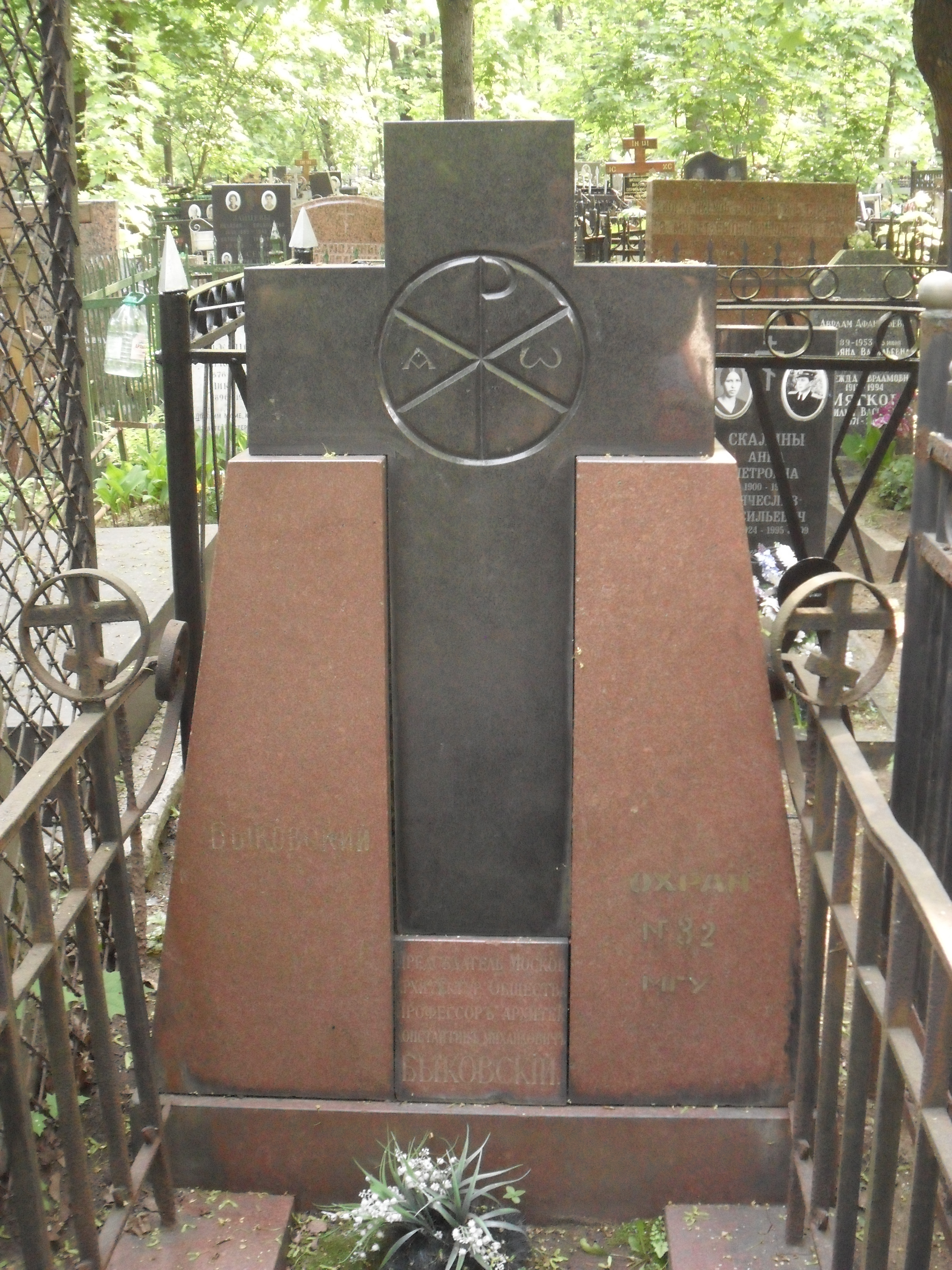
Могила Быковского на Ваганьковском кладбище.

С 1883 по 1897 годы К. М. Быковский являлся главным архитектором Московского университета; с 1 января 1896 года — в чине действительного статского советника. В 1886 году предложил проект постройки университетского клинического городка на Девичьем Поле (Большая Царицынская, современная Большая Пироговская улица). По плану Быковского, левая (южная) сторона отводилась под клиники и приюты, финансируемые частными жертвователями, а правая (северная) — под университетские клиники, финансируемые (в основном) государством Быковский лично спроектировал застройку северной стороны Царицынской улицы в стиле сдержанной поздней эклектики, основанной на классицизме. Через школу Быковского на этом проекте прошли такие архитекторы, как И. П. Машков, И. П. Залесский. По завершении первой очереди Девичьего поля Быковским построены корпуса университета на Большой Никитской: университетская библиотека (1904—1905), Зоологический музей (1892—1902), бывшие Биологический корпус, Физический и Физиологический институты, а также старое здание Центрального банка на Неглинной улице (1892—1893). В 1900 году получил звание профессора архитектуры.
В целом постройки К. М. Быковского (в отличие от построек Быковского-отца) сохранились и продолжают использоваться по первоначальному назначению. Разрушена церковь св. Пимена в современном Старопименовском переулке, в которой Быковский заново выстроил основной однокупольный объём на древней основе (эта постройка очень близка к купольным храмам М. Д. Быковского). Быковский сам пропагандировал реставрацию старых памятников, и лично реставрировал их, в том числе Успенский собор Московского кремля (1890-е гг.).
В 1865 году молодой К. М. Быковский вошёл в число пятнадцати членов-основателей Московского архитектурного общества, председателем которого стал его отец, а в 1894—1903 годах сам возглавлял общество. Во время работы в МАО участвовал в работе трёх съездов русских зодчих, являлся председателем II съезда в 1895 году. С 1882 года являлся членом, а с 1890 года — товарищем (заместителем) председателя Комиссии по сохранению древних памятников в Московском археологическом обществе. В 1893—1902 годах являлся председателем Общества любителей художеств. На этой должности организовал в 1894 году I Всероссийский съезд русских художников и любителей художеств. Сестра архитектора, Лидия Михайловна, была замужем за другим известным московским архитектором, Д. Н. Чичаговым. Некоторое время помощником архитектора работал сын Д. Н. Чичагова Алексей Дмитриевич. Помощником Быковского работал также архитектор М. Г. Пиотрович.
Был награждён орденами Св. Станислава 2-й степени (1890) и Св. Анны 2-й степени (1906).
Похоронен на Ваганьковском кладбище (27 уч.). Памятник на могиле воздвигнут по проекту архитектора С. А. Власьева.

## Основные проекты и постройки
- 1868 — участие в строительстве церкви иконы Божией Матери «Знамение» в Ховрине под руководством М. Д. Быковского, Фестивальная улица, 77а[сн 1];
- 1870—1883 — трапезная и колокольня церкви Пимена Великого в Новых Воротниках, Нововоротниковский переулок, 3;
- около 1870 — конкурсный проект церкви при Румянцевском музее в византийском стиле (1-я премия);
- 1875—1883 — придел церкви Святого Николая Чудотворца в Дербенёвском, Уланский переулок, 11;
- 1885—1886 — детская больница Святой Ольги, Орлово-Давыдовский переулок, 2а (перестроена В. В. Барковым);
- 1883 — конкурсный проект здания Физического института;
- 1885—1887 — Психиатрическая клиника, улица Россолимо, 11;
- 1886—1890 — Клиника нервных болезней, улица Россолимо, 11 (перестроена);
- 1886—1889 — Гинекологическая клиника, улица Еланского, 2, стр. 1 (перестроена);
- 1887—1890 — Факультетские клиники, Большая Пироговская улица, 2;
- 1887—1892 — Госпитальные клиники, Большая Пироговская улица, 2;
- 1890 — Конторский и квартирный корпус, Абрикосовский переулок (перестроены);
- 1890—1894 — здание Московской конторы Государственного банка, Неглинная улица, 12 (совместно с Б. М. Нилусом, при участии А. Ф. Мейснера);
- 1891 — Приют нервных больных и неврологический музей, улица Россолимо, 11;
- 1891 — Институт патологической анатомии, оперативной хирургии и судебной медицины, Абрикосовский переулок, 1, стр. 1;
- 1891—1894 — Клиника детских болезней, Большая Пироговская улица, 19;
- 1892 — Пропедевтическая и глазная клиники, Погодинская улица, 5;
- 1891—1895 — Клиника кожных болезней, Большая Пироговская улица, 4, стр. 1;
- 1890-е — Институт фармакологии, гигиены и общей патологии, Погодинская улица, 1;
- 1890-е — кухонный корпус с водонапорной башней и станцией электрического освещения, Погодинская улица, 3 (перестроены);
- 1890-е — часовня в византийском стиле;
- 1893 — Физиологический институт, Моховая улица, 9, стр. 9;
- 1894 — реставрация Успенского собора Московского Кремля;
- 1894 — здание аудитории медицинской химии, Большая Никитская улица, 4;
- около 1894 — перестройка здания Московского публичного Румянцевского музея (замена деревянных частей несгораемыми материалами);
- 1894—1895 — здание Ссудной казны, Сандуновский переулок (не сохранилось);
- 1896—1898 — приспособление под Патриаршую ризницу помещения для звонарей в Филаретовой пристройке колокольни Ивана Великого в Московском Кремле;
- 1896 (проект), 1898—1902 (строительство) — Зоологический музей, Большая Никитская улица, 6;
- 1896 (проект), 1898—1902 (строительство) — Ботанический корпус (здания ботанического и фармацевтического кабинетов с квартирами профессоров), Большая Никитская улица, 4;
- 1896—1900 — Университетская библиотека, Моховая улица, 7, левое строение;
- 1896—1906 — перестройка здания «Нового» университета (Аудиторного корпуса), Моховая улица, 7, правое строение — Большая Никитская улица, 1 (частично перестроены);
- 1897—1898 — студенческое общежитие имени Николая II, Большая Грузинская улица, 12;
- 1898 — пристройка к зданию химической лаборатории, Долгоруковский (?) переулок, 2;
- 1898 — квартирный корпус для служащих Университета, Романов переулок, 6;
- 1898—1903 — Физический институт, Моховая улица, 9, во дворе;
- 1898—1903 — Институт технической и агрономической химии, Моховая улица, 9, во дворе;
- 1900 — отделка церкви Влахернской Богоматери в Кузьминках;
- 1901 — реставрация церкви Флора и Лавра у Мясницких ворот (не сохранилась);
- 1903 — проект церкви в русском стиле на Ширяевом поле в Сокольниках;
- 1908—1906 — перестройка дома графа Уварова, Леонтьевский переулок, 18 (совместно с С. У. Соловьёвым).
- 1901 - 1904 -Иоанно-Предтеченский собор в кремле г. Зарайска.

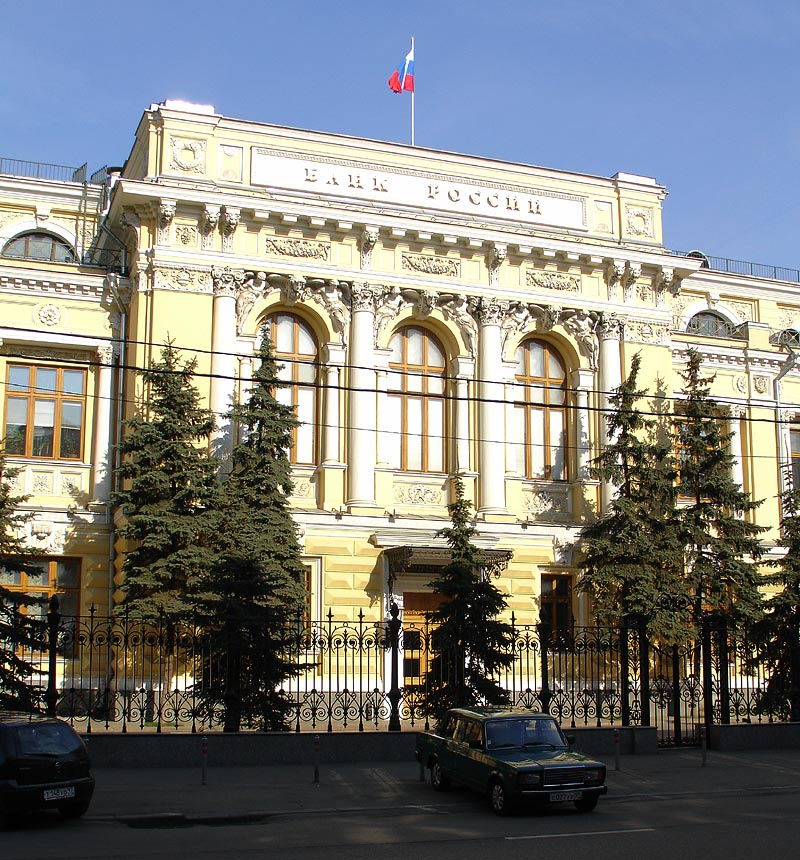
Центральный Банк
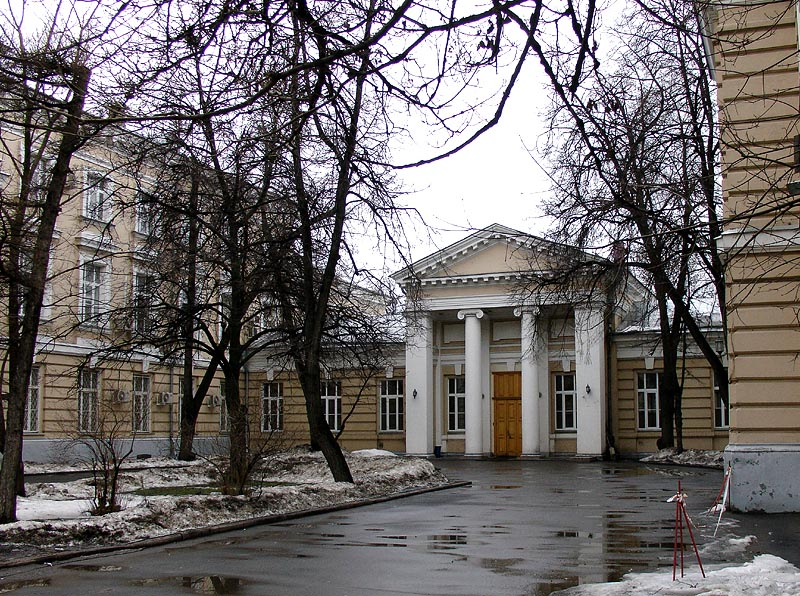
Университетские клиники
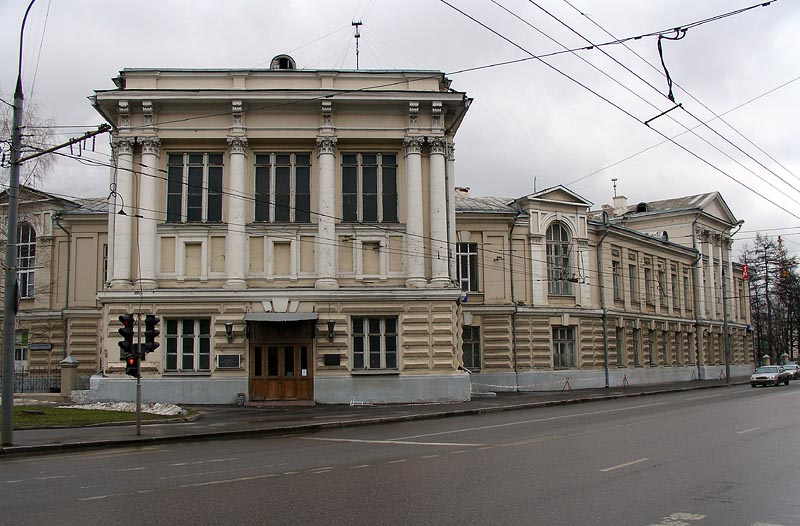
Университетские клиники
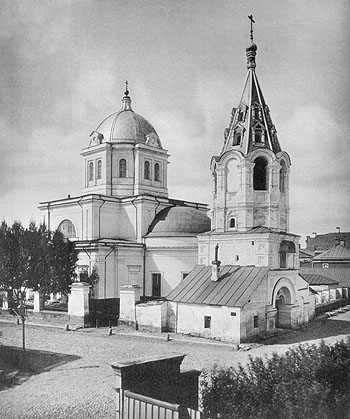
Храм св. Пимена

## Семья
- Жена (с 1868) — Мария Иосафовна Быковская (дев. Велямович)[11].
- Дети: Евгения (супруга З. И. Иванова), Ольга (ум. 1885[12]), Эмилия (29.3.1885[13]—?), Анатолий (11.3.1875[13]—1906)[14].

## Комментарии
1. ↑  Здесь и далее проекты и постройки даны в хронологическом порядке по Т. М. Розановой[10], с необходимыми дополнениями и уточнениями.